# ダブル・インパクト (映画)
『ダブル・インパクト』（Double Impact）は、1991年に公開されたアメリカ合衆国のアクション映画。

## あらすじ
1966年、香港。建築家夫婦がビジネスパートナーの裏切りで殺害され、双子の遺児が残された。父の親友フランクに育てられた弟チャドはビバリーヒルズのフィットネス&エアロビ・インストラクター、兄アレックスは香港の裏街で育って密輸業者となる。フランクがアレックスを見つけ出したことで、兄弟は25年ぶりに再会する。まもなく、フランクとアレックスは両親の敵が香港ビジネス界の大物と暗黒街のボスであることを知り、決死の覚悟で宣戦布告する。

## 登場人物
チャド・ワグナー
演 - ジャン＝クロード・ヴァン・ダム
ビバリーヒルズのフィットネス&エアロビ・インストラクター。インストラクターだけあり運動神経は抜群で空手もやっており強い。基本はおとなしいが売られた喧嘩は買う性分。平和な環境で育ったが度を越した修羅場にもそれなりに対応できる行動力もある。
アレックス・ワグナー
演 - ジャン＝クロード・ヴァン・ダム
香港の裏街で育った密輸業者。チャド同様、戦闘に長ける。暴力的で嫉妬深い一面があり、チャドと二人でいたダニエルを殴ったり、そのことでチャドとも喧嘩した。一方で暴力の世界で育ったこともあり、用心深さもある。
フランク・アベリー
演 - ジェフリー・ルイス
ワグナー兄弟の父の親友。両親を殺害されたワグナー兄弟を救った人物。銃撃戦に長けており、それでワグナー兄弟を救うことができた。アレックスはどこかにいってしまったが残ったチャドを養育した。再会できたアレックスにもすぐに愛情を抱いた。温厚な性格でアレックスが起こした喧嘩を止めたこともある。
ダニエル・ワイルド
演 - アロナ・ショウ
ワグナー兄弟と関わった女性。グリフィスの部下でありアレックスとの間で板挟みになっている。
ナイジェル・グリフィス
演 - アラン・スカーフ
ザングの取引相手。ダニエル曰く、アメリカのドナルド・トランプと同じくらいの有名人。
レイモンド・ザング
演 - フィリップ・チャン
ワグナー兄弟の父を殺害した人物。ベトナム戦争の後にビクトリアハーバートンネルの主の下で働いていた。
ムーン
演 - ボロ・ヤン
筋骨隆々の中国人の男。
カーラ
演 - コリー・エヴァーソン
グリフィスの部下。妖艶でダニエルを調べるときにいやらしい言い方で迫った。ヘリの操縦もできる。
ポール・ワグナー
ワグナー兄弟の父親。
キャサリン
ワグナー兄弟の母親。

## キャスト
| 役名                   | 俳優                           | 日本語吹替 | 日本語吹替   | 日本語吹替   |
| 役名                   | 俳優                           | VHS版      | 日本テレビ版 | テレビ朝日版 |
| ---------------------- | ------------------------------ | ---------- | ------------ | ------------ |
| チャド・ワグナー       | ジャン＝クロード・ヴァン・ダム | 大塚芳忠   | 曽我部和恭   | 山寺宏一     |
| アレックス・ワグナー   | ジャン＝クロード・ヴァン・ダム | 金尾哲夫   | 江原正士     | 山寺宏一     |
| フランク・アベリー     | ジェフリー・ルイス             | 小林修     | 佐々木勝彦   | 池田勝       |
| ダニエル・ワイルド     | アロナ・ショウ                 | 富沢美智恵 | 相沢恵子     | 深見梨加     |
| ナイジェル・グリフィス | アラン・スカーフ               | 筈見純     | 小島敏彦     | 小林修       |
| レイモンド・ザング     | フィリップ・チャン             |            | 池田勝       | 石田太郎     |
| ムーン                 | ボロ・ヤン                     |            | 天田益男     | 中田和宏     |
| カーラ                 | コリー・エヴァーソン           |            | 小宮和枝     | 塩田朋子     |

- 日本テレビ版：初回放送1995年4月21日『金曜ロードショー』
- テレビ朝日版：初回放送1997年3月2日『日曜洋画劇場』
  - iTunes Store、Amazon Primeで配信されている吹替版はこちらのバージョンである。

## スタッフ
- 監督：シェルドン・レティック（英語版）
- 製作総指揮：モシュ・ディアマント、チャールズ・レイトン
- 原案：シェルドン・レティック、ジャン＝クロード・ヴァン・ダム
- 音楽：アーサー・ケンペル
- 脚本：ジャン＝クロード・ヴァン・ダム、シェルドン・レティック